# Naujoji Akmenė
Naujoji Akmenė ( escoltar (?·pàg.)) és una ciutat que es va establir en 1952 i, per tant, és una de les noves ciutats a Lituània. El seu nom significa Nova Akmenė. Es tracta d'una base industrial amb el ciment com a producte principal a través de l'empresa pública Akmenė Cementas, que produeix 700.000 tones de ciment a l'any. Com a nova ciutat, té una infraestructura ben desenvolupada. Per exemple, una branca especial de la via fèrria va ser construïda per a les necessitats de la fàbrica. A més a més, la xarxa de carreteres es va desenvolupant ràpidament inclòs més aviat de què existís la mateixa ciutat.

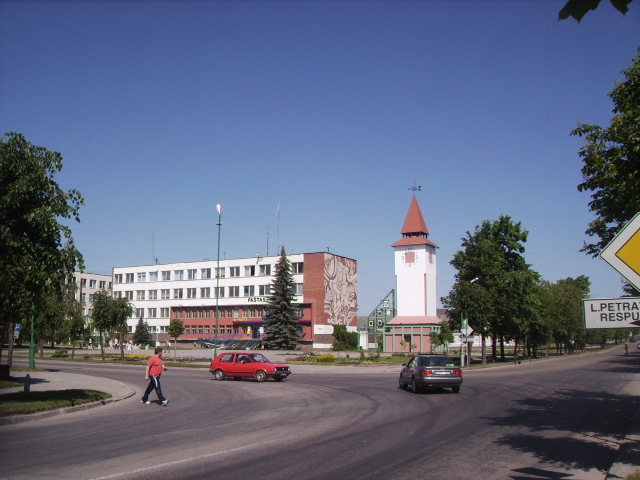
Naujoji Akmenė

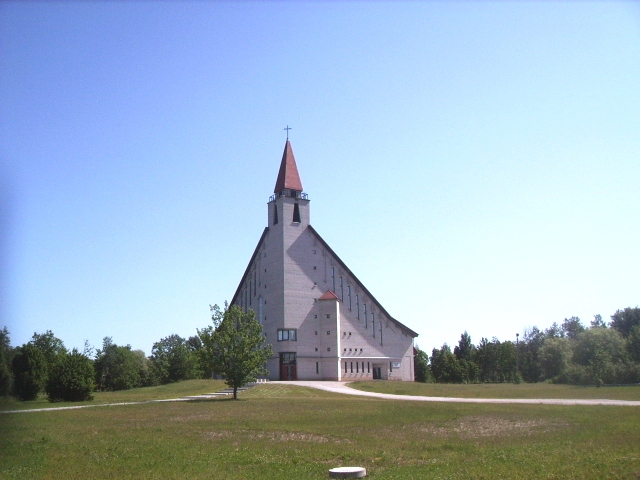
Església de Naujoji Akmenė